# مایکل کرانین
مایکل کرانین (انگلیسی: Michael Cronin؛ زادهٔ ۱۹۴۲ میلادی) نویسنده و بازیگر اهل بریتانیا است.
از فیلم‌ها یا برنامه‌های تلویزیونی که وی در آن نقش داشته‌است، می‌توان به رازهای یک مرد بسیار جذاب، فالتی تاورز، عیسی ناصری، پوآرو، آدمکشان میدسامر، بازرس فویل، سوئینی، مرلین، سکسپلورر، گروتسک، مرد گرگ‌نما، هویت دوگانه و مخفیانه اشاره کرد.